# Lenguas arawak del Río Negro
Las lenguas arawak del río Negro son un grupo filogenético de lenguas arahuacas históricamente habladas en el curso medio del río Negro y regiones adyacentes, que actualmente pertenecen Brasil y Venezuela. .

## Lenguas del grupo
Las lenguas identificadas como pertenecientes a este grupo filogenético son:
- Arawak del curso medio del Río Negro
  - † Baré
  - † Guinau
  - † Anauyá; † Mainatari, † Yabahana

(† = lengua extinta)

## Comparación léxica
Comparación léxica entre el yabahana, el mainatari, el anauyá, el baré y el guinau (Ramirez 2019: 598):<ref="Enciclopedia"/>
|          | Yabahana | Mainatari         | Anauyá   | Baré     | Guinau   |
| -------- | -------- | ----------------- | -------- | -------- | -------- |
| rostro   | -dau-ʃ   |                   |          | -dawi-ti |          |
| oreja    |          |                   | -taʃi-hĩ | -dati-ni | -daʃi-ni |
| ojo      | -awi-ʃ   | -awi              | -awi     | -awi-ti  | -awi-si  |
| nariz    | -heɻ     | -ti (empréstimo?) | -hiɻi    | -ti      | -isi     |
| raíz     | -doli    |                   |          | -dʊri    |          |
| pie      | -iti     | -eti              | -iti     | -isi     | -iʃi-be  |
| fruta    | -boko-hi |                   |          | -bʊkʊ    | -buku    |
| hijo     | -ite     |                   |          |          | -ite     |
| abuelo   | -ado     |                   |          |          | -atu     |
| frío     | ameni    |                   |          | hame-na  |          |
| bueno    | katʃa    |                   | kara     |          | kaza-ha  |
| amarillo | wiʃo     |                   |          | witʊ     |          |
| hamaca   | meeɻi    | me͂ɻü              | mitsai   | mi(je)   |          |